# Улица Вооримехе
Улица Во́оримехе (эст. Voorimehe tänav, Извозчичья) — короткая (83 метра) улица в историческом районе Старый город Таллина (Эстония), расположена между улицей Пикк и Ратушной площадью.

## История
Часть древней дороги с таллинского рынка, находившегося на Ратушной площади, в город Тарту.
Впервые поименована в 1813 году как Малая Рыцарская, вероятно, для отличия от улицы Рюйтли (в переводе с эстонского — Рыцарская). В 1872 году была переименована в Вооримехе, так как у начала улицы от Рыночной площади была стоянка извозчиков.

## Застройка^{}

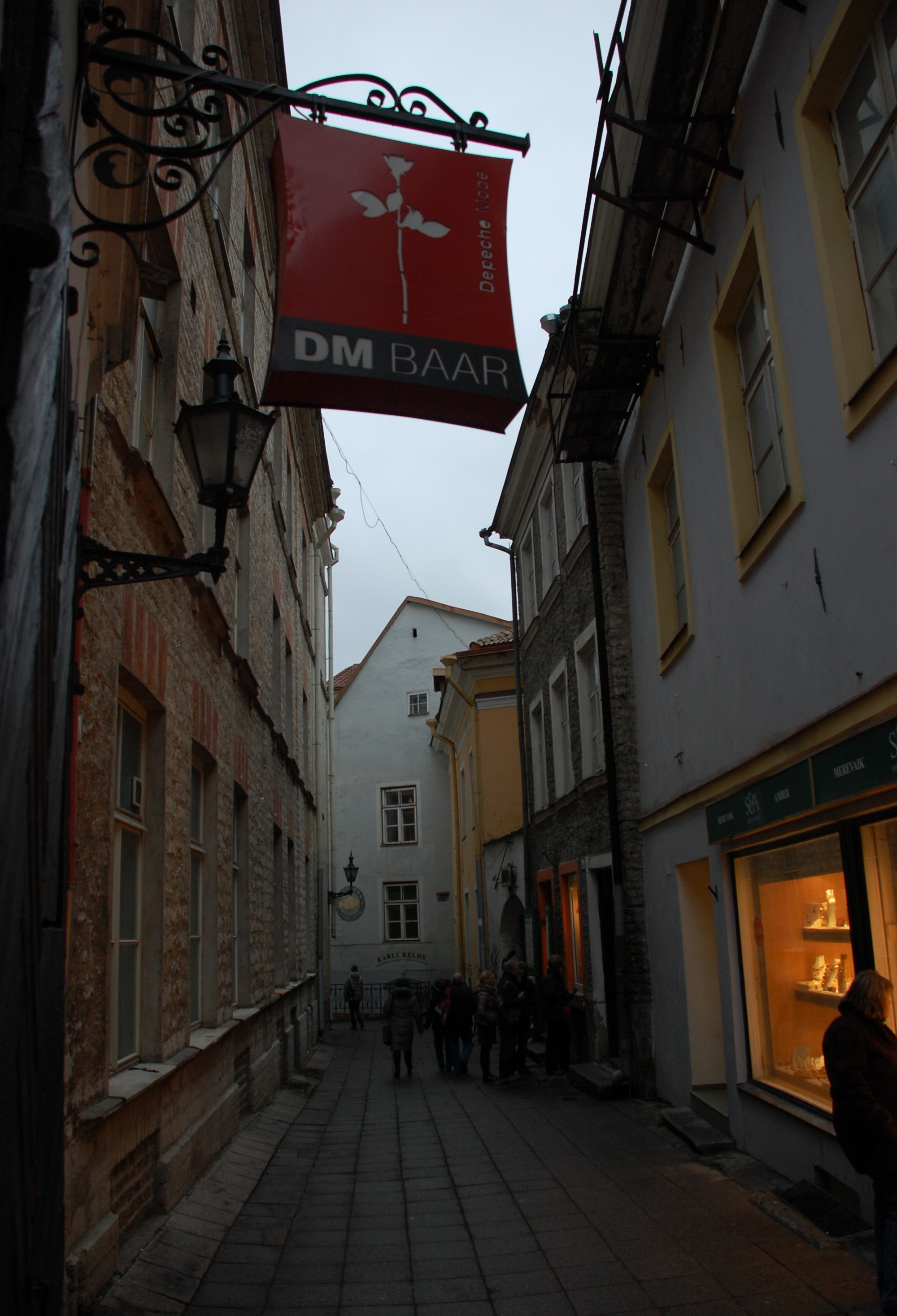
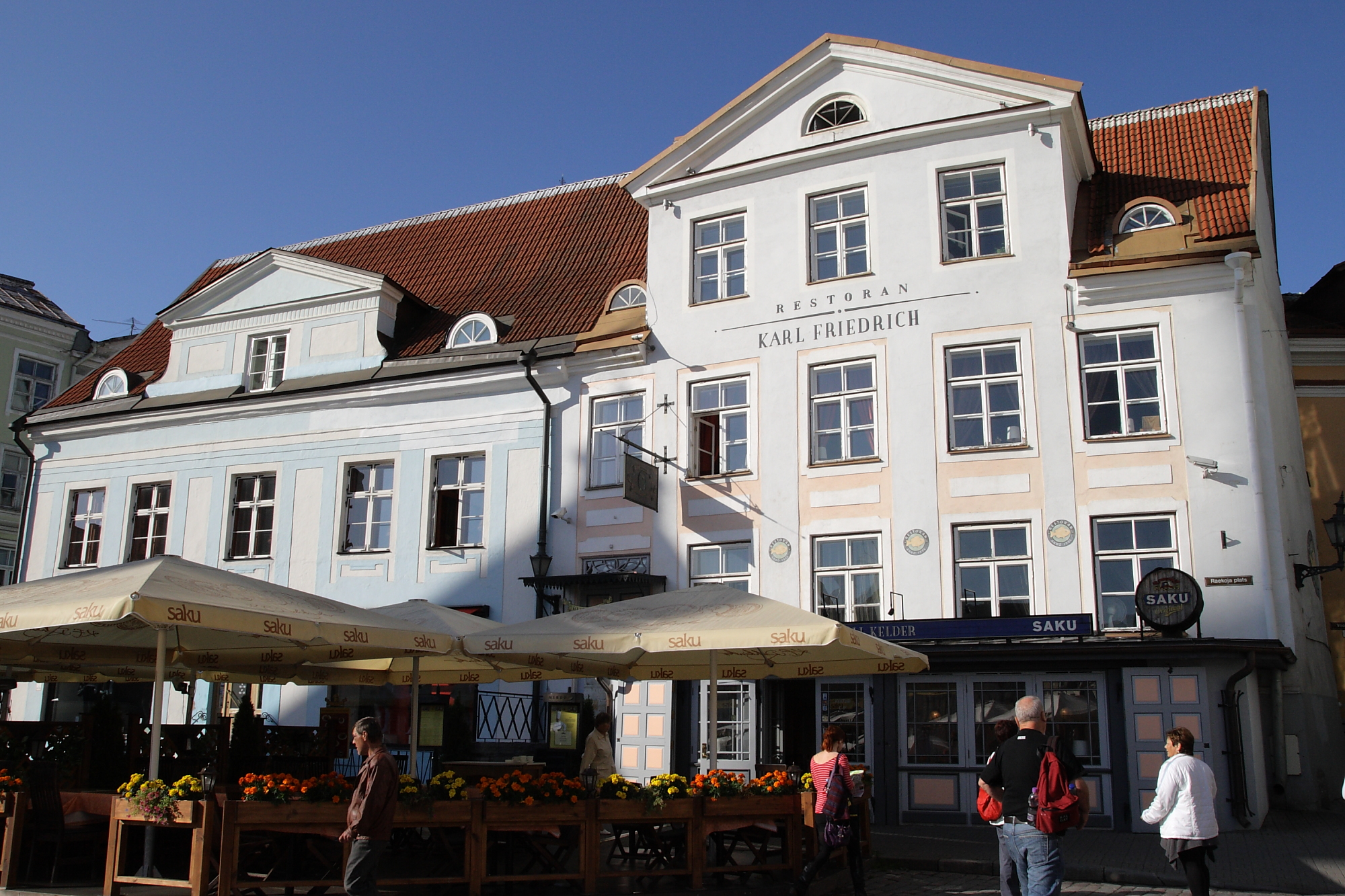
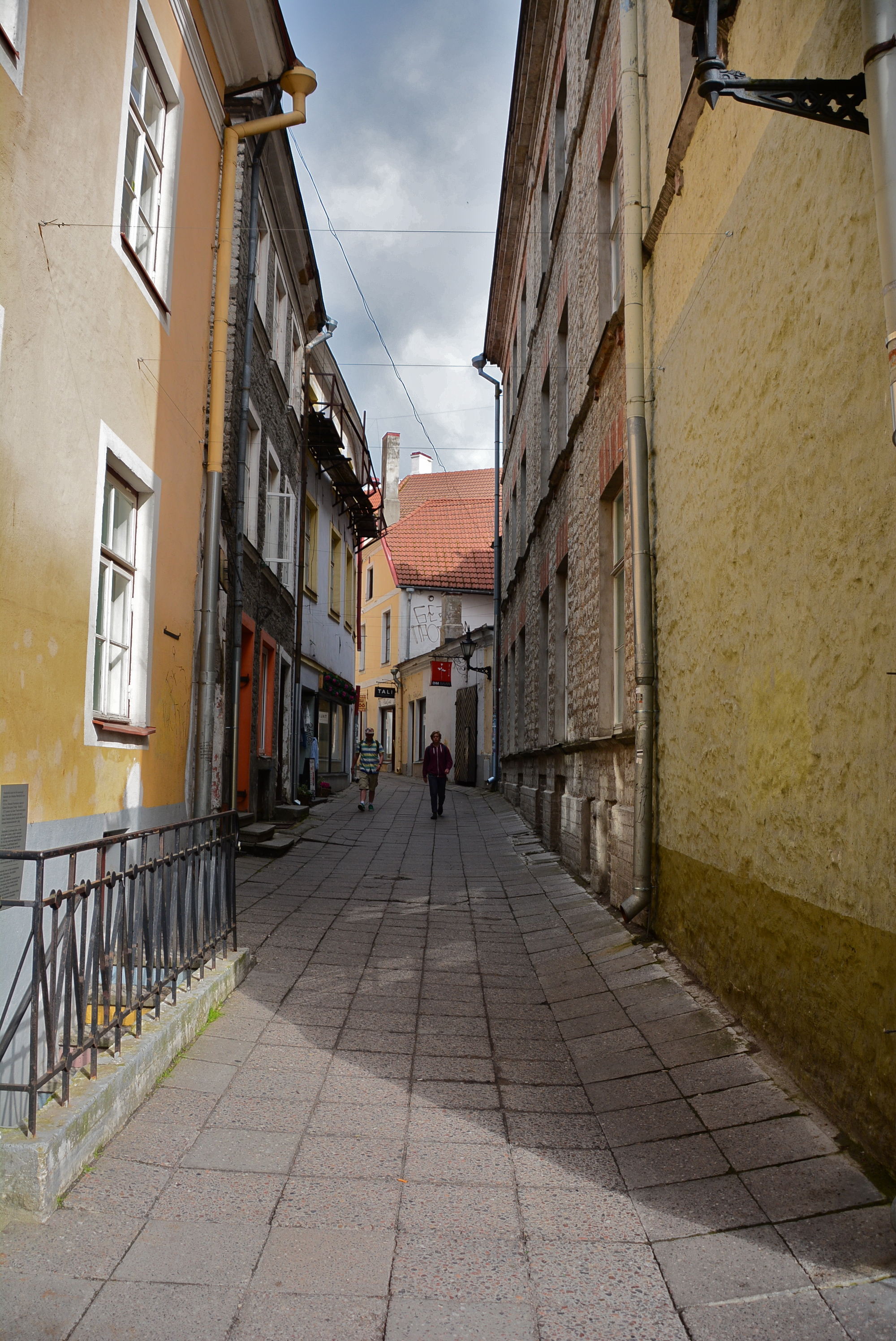

## Застройка[3]
д. 1 —